# 武德郡
武德郡，中国南北朝时设置的郡。
东魏天平元年（534年）析河内郡置武德郡，治所在州县（今河南温县东北武德镇）。辖境相当今河南省温县、武陟县一带。下辖州县、怀县、平皋县、温县，隶属于懷州。北齐废除平皋县、温县，北周沿置，下辖州县、怀县。隋文帝开皇三年（583年）废除许昌郡，州县、怀县直属懷州。